# Nakiri bōchō

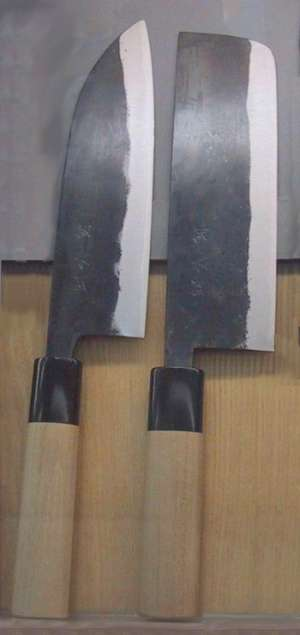
Nakiri i två olika stilar: Osaka-stil till vänster, Tokyo-stil till höger.

En nakiri är en japansk grönsakskniv. Bladet är rektangulärt, alltså utan spets. Kniven används för att hacka grönsaker.